# Berthold II de Zähringen
 (janvier 2015).
Berthold II de Zähringen (ou Berchtold II), né vers 1050 et mort le 12 avril 1111, fut anti duc de Souabe de 1090 à 1098 et duc de Zähringen à partir de 1100. Il fut également prétendant au titre de duc de Carinthie et de margrave de Vérone (Berthold III) de 1090 à 1093.

## Biographie

### Origine
Berthold est le fils de Berthold Ier de Zähringen, duc de Carinthie l'un des partisans de Rodolphe de Rheinfelden contre Henri IV du Saint-Empire. La Maison de Zähringen comme celle de Rheinfelden est pour cela privée de ses titres et possessions en 1072/1077 par l'empereur. Berthold Ier meurt peu après, en 1078 et son fils Berthold II hérite de ses droits, notamment de ceux sur le duché de Souabe. En 1079, Berthold épouse Agnès fille de l'allié de son père Rodolphe de Rheinfelden.

### Le rebelle
Au cours des années  suivantes il est l'un des partisans de Berthold Ier de Rheinfelden, prétendant au duché de Souabe de 1079 à 1090, il le soutient contre l'empereur Henri IV et en opposition avec le candidat impérial au duché, Frédéric de Büren, l'évêque de Bâle et l'évêque de Strasbourg. Cependant, la région retrouve sa quiétude à la fin de années 1080, lorsque Berthold apparaît comme témoin lors d'une échange de domaine effectué par l'évêque de Bâle en 1087.
Les tensions éclatent de nouveau en 1090, après la mort de Berthold Ier de Rheinfelden lorsque Berthold II de Zähringen proclame ses droits à l'héritage des Rheinfelden en Bourgogne, mais il ne revendique pas les titres du défunt qui reviennent au jeune frère de Berthold Ier, Otto de Wetter(au)-Rheinfelden. Berhold II de Zähringen proclame également ses propres droits au duché de Souabe. Berthold II partisan des Welfs et de la papauté, est finalement élu duc de Souabe en opposition à Frédéric Ier en 1092. La même année, il est choisi comme duc de Carinthie et Margrave de Vérone, fonctions dévolues antérieurement à  son père, par ceux qui s'opposent à Henri III de Carinthie. Berthold, comme d'ailleurs son père avant lui n'exercera finalement jamais de pouvoir réel en Carinthie.

### Duc de Zähringen
En 1093, Berthold et Welf IV signent à Ulm un serment « de paix régionale » (Landfriede) de deux ans. Cet engagement, initialement valable en Souabe et qui exclut les partisans d'Henri IV, est ensuite étendu à la Bavière et renforce la position des ennemis de l'empereur dans l'Allemagne du sud. Vers 1098, Berthold et Frédéric Ier de Souabe finissent toutefois par s'entendre Frédéric conserve la Souabe mais Berthold reçoit l'avouerie d'Empire ou des domaines impériaux selon les sources de Zurich il peut également conserver son titre ducal. Ensuite les relations entre les Zähringen et l'empereur Henri IV s'apaisent. En 1105, Berthold est cependant l'un des proches alliés du fils d'Henri IV, le futur empereur Henri V du Saint-Empire, lorsqu'il se révolte contre son père.
Berthold, au début de 1090, étend son pouvoir sur le Breisgau qui est le domaine d'origine de la Maison de Zähringen et qu'il détache de l'orbite du duché de Souabe. En 1091, il bâtit le château de Zähringen, qui est destiné à protéger l'implantation de sa fondation Fribourg-en-Brisgau. Berthold est le premier des Zähringen à porter le titre de « Duc de Zähringen » à partir de 1100. Il établit sa domination avec la fondation de monastères  et autres établissements dans la Forêt-Noire. Son domaine est petit et il a peu de perspectives de l'agrandir. Son titre ducal est considéré par le chroniqueur Othon de Freising comme le premier « titre d'empire » de l'Allemagne médiévale c'est-à-dire un titre représentant en fait peu de chose comme possibilité de gouverner et comme assise territoriale. Il ne s'agit pas non plus d'un office militaire ou politique et il n'est pas lié à la direction d'un territoire national. En fait ce titre est une simple dignité et ses états des possessions familiales.
En 1093, il fonde l'abbaye bénédictine de Saint-Pierre dans la Forêt-Noire qui devient la nécropole familiale. Les  monastères qu'il fonde sont des  monastères réformés hostiles à l'empereur. Avec le déplacement des comtes de Hohenburg en dehors de la Forêt-Noire, Berthold y transfère le centre de son pouvoir. À la fin de sa vie, les États rassemblés par Berthold  donnent une justification de son titre grandiose. Il laisse son titre ducal à son successeur Berthold III de Zähringen son second fils Conrad sera le successeur de son frère aîné onze ans plus tard.

### Union et postérité
Il épouse en 1079 Agnès, (vers 1066/68 - 19 décembre 1111/19), fille de Rodolphe de Rheinfelden et d'Adélaïde de Savoie, de qui il a :
- Berthold III de Zähringen ;
- Conrad ;
- Rodolphe, (? - 11 novembre/décembre 1111) ;
- Berthold ;
- Liutgarde, (1085 - ?), mariée à Gottfried de Calw, (1065 - 6 février 1131/32) ;
- Agnès, mariée en 1107 à Guillaume II, (1075 - 1125), comte de Bourgogne et de Mâcon ;
- Petrissa, (? - 1115), mariée en 1111 à Frédéric Ier de Ferrette, (? - 1160) ;
- Judith, (1090 - 1150), mariée à Ulrich II comte de Gammertingen, (? - 12 juin 1144/50).

## Sources
- (en) Cet article est partiellement ou en totalité issu de l’article de Wikipédia en anglais intitulé « Berthold II, Duke of Swabia » (voir la liste des auteurs), édition du 7 mai 2014.
- (en) Berthold II duke of Swabia sur le site Médieval Lands.
- Ernst Tremp, « Zähringen, Berthold II de » dans le Dictionnaire historique de la Suisse en ligne, version du 7 mars 2014.
- Anthony Stokvis, Manuel d'histoire, de généalogie et de chronologie de tous les États du globe, depuis les temps les plus reculés jusqu'à nos jours, préf. H. F. Wijnman, Israël, 1966, chapitre VIII et tableau généalogique n° 105 « Généalogie de la Maison de Bade, I. ».